# Lambrecht Kálmán
Lambrecht Kálmán (Pancsova, 1889. május 1. – Pécs, 1936. január 7.) paleontológus, ornitológus, etnográfus, a pécsi Erzsébet Tudományegyetem magántanára.

## Életútja
Tanulmányai végeztével előbb a Magyar Királyi Madártani Intézetben, majd a Magyar Királyi Földtani Intézetben működött, tudományos rovatvezetője volt a Magyarság című napilapnak. Tudományos téren az őslénytan modern biológiai irányának egyik jeles képviselője; speciális munkaköre a madarak őslénytana. Kiváló művelője a népszerű tudományos irodalomnak. Alig 47 éves korában hunyt el 1936-ban.

## Művei
Önálló művei közül nevezetesebbek: 
- A magyar szélmalom; Hornyánszky Ny., Budapest, 1911
- A madárvonulás Magyarországon az 1910. év tavaszán. A Magy. Kir. Ornith. Központ XVII. évi jelentése; feldolg. Lambrecht Kálmán; Magyar Királyi Ornithologiai Központ, Budapest, 1911
- A magyar malmok könyve. Történeti anyag; Lampel, Budapest, 1914
- Herman Ottó, az utolsó magyar polihisztor élete és kora; Bíró, Budapest, 1920
- A világirodalom anekdotakincse, 1-2.; szerk. Lambrecht Kálmán, Varró István; Világirodalom, Budapest, 1922–1923
- A madarak paleontológiájának története és irodalma
- a Fossilium Catalogus-nak a madarakra vonatkozó része
- Az őslények világa. A Föld és az élet története; Kultúra, Budapest, 1923 (A Kultúra Iskolája)
- A Mount Everest ostroma; Világirodalom, Budapest, 1924 (A hat világrész)
- Az ősállatok (reprint kiadás: Anno Kiadó, Budapest, é. n. 1990-es évek, ISBN 963-9066-59-1)
- Az ősember; közrem. Kormos Tivadar; Dante, Budapest, 1926 (Az ősvilágok élete)
- Az ősember elődei. Az ősállatok; Dante, Budapest, 1927 (Az ősvilágok élete)
- Emberek, népek, nemzetek; Enciklopédia, Budapest, 1927 (A világ képekben)
- Herman Ottó élete; Magyar Könyvbarátok, Budapest, 1934 (Könyvbarátok kis könyve)
- Az ősvilági élet; Franklin, Budapest, 1936
- A magyar szélmalom; sajtó alá rend., szerk. Balázs György; Magyar Élelmezésipari Tudományos Egyesület, Budapest, 2004

Munkatársa volt a Tolnai új világlexikonának, és a Magyarország történelme, földje, népe, élete, gazdasága, irodalma, művészete Vereckétől napjainkig c. műnek is. Szerkesztésében jelent meg a Gondolat úttörői című alkotás.

## Emlékezete
Róla lett elnevezve a megkülönböztetetten védett Lambrecht Kálmán-barlang.